# Jules-Antoine Bührer
Jules-Antoine Bührer sinh năm 1879 trong gia đình quân đội. Đi học và gia nhập quân ngũ thời thanh niên.
Buhrer được bổ nhiệm làm Chuẩn Tướng vào năm 1931, sau đó là Tổng Tư Lệnh vào năm 1934, với cấp bậc Tư Lệnh Quân Đoàn năm 1936. Đầu năm 1936, Buhrer được cử làm Tổng chỉ huy quân đội Pháp ở Đông Dương thay thế cho tướng Bernard Pierre Verdier về Pháp. Ông từ chức vào đầu năm 1938 cho tướng Braive sang thay, trở thành Tư Lệnh Quân Đội năm 1938